# قلعة جوق (بل دشت)
قلعة جوق هي قرية في مقاطعة بل دشت، إيران. عدد سكان هذه القرية هو 114 في سنة 2006.